# (172627) 2003 XP10
(172627) 2003 XP10 là thiên thạch thuộc tiểu hành tinh vành đai được phát hiện ngày 9 tháng 12 năm 2003 bởi James Whitney Young ở Đài thiên văn Núi bàn gần Wrightwood, California.